# Tomiyamichthys smithi
Tomiyamichthys smithi és una espècie de peix de la família dels gòbids i de l'ordre dels perciformes.

## Morfologia
- Els mascles poden assolir 9,5 cm de longitud total i les femelles 9,79.[4][5]

## Hàbitat
És un peix marí, de clima subtropical i demersal que viu fins als 100 m de fondària.

## Distribució geogràfica
Es troba al sud-est de Taiwan.

## Observacions
És inofensiu per als humans.